# Mitmaq
Mitmaq was het beleid van het Incarijk om bewoners al dan niet onder dwang te verhuizen naar andere gebieden binnen het rijk. Zij behielden daarbij hun oorspronkelijke rechten en bleven altijd een band onderhouden met hun oorspronkelijke plek van herkomst. Zij moesten dan ook hun tradities en gewoontes meenemen en zich blijven kleden zoals ze gewend waren. De mitmaq schreef voor dat de gehele familie verhuisde, inclusief alle bezittingen. De mitmaq werd in sommige gevallen toegepast als een teken van beloning en waardering, maar kon ook als straf worden gebruikt.
Het wordt geschat dat tot een derde van de Incabevolking op deze wijze is verplaatst.

## Doelstelling
De mitmaq diende diverse doelen. Zo kon de opbrengst van de landbouw in een dunbevolkt gebied worden verhoogd door nieuwe inwoners in het gebied te plaatsen die zich bezig gingen houden met bewerken van het land. Dit leverde het rijk en zijn machthebbers economische vooruitgang en dus ook macht op.
Ook had het vaak een defensief doel. Door inwoners over te plaatsen naar een grensgebied kon het rijk beter beschermd worden tegen vijandige buren. Ook werden opstandige regio's op deze wijze gepacificeerd.
Nieuw veroverde gebieden werden onder controle gebracht door de oorspronkelijke bevolking te verplaatsen naar een ander gebied, en de vrijgekomen ruimte te vullen met Inca-getrouwe volkeren.
Een bijkomend voordeel voor de Inca's was dat het bestaan van mitmaq mogelijke rebellie voorkwam: lokale heersers wisten immers wat de consequenties konden zijn als ze tegen de Inca's in opstand zouden komen.
Na de verovering van het Incarijk in de 16e eeuw door de Spanjaarden wilden diverse volkeren weer terugkeren naar hun oorspronkelijke woonplekken. De Spaanse overheid stond dit echter niet toe, uit angst dat het tot een bestuurlijke chaos zou leiden.

## Oorsprong
De oorsprong van de mitmaq ligt in de tijd vóór het Incarijk. Om producten te krijgen die niet in de eigen regio beschikbaar waren, stichtten volkeren hun eigen kolonies in gebieden waar de gewenste producten vandaan kwamen. Zo woonden de Lupaca op de altiplano, maar hadden ze aan de kust en in het oerwoud diverse buitenposten.